# ジェシュフ＝ヤションカ空港
ジェシュフ＝ヤションカ空港（ジェシュフ＝ヤションカくうこう、ポーランド語: Port lotniczy Rzeszów-Jasionka）は、ポトカルパチェ県ヤションカに位置する国際空港。

## 就航航空会社と就航都市
ジェシュフ＝ヤションカ空港には、以下の航空会社が就航している。

### 国内線
| 航空会社          | 就航地                                                                                          |
| ----------------- | ----------------------------------------------------------------------------------------------- |
| LOTポーランド航空 | ワルシャワ・ショパン 季節運航:グダニスク、オルシュティン（2022年6月18日就航予定）、シュチェチン |

### 国際線
| 航空会社                   | 就航地 |
| -------------------------- | --- |
| ヨーロピアン航空チャーター | 季節チャーター:ブルガス                                                                                         |
| Buzz                       | 季節チャーター:イラクリオン、ロドス島                                                                           |
| コレンドン航空             | 季節運航:アンタルヤ                                                                                             |
| エンターエアー             | 季節チャーター:ハニア、ロドス島                                                                                 |
| LOTポーランド航空          | 季節チャーター:ニューアーク、スプリト、テッサロニキ、ヴェネツィア（2022年6月12日就航予定）、ザダル              |
| ルフトハンザドイツ航空     | 中欧:フランクフルト、ミュンヘン                                                                                 |
| ライアンエアー             | 西欧:ブリストル、ダブリン、イースト・ミッドランズ、ロンドン・ルートン、ロンドン・スタンステッド、マンチェスター |
| ウィズエアー               | 西欧:アイントホーフェン、ロンドン・ルートン 北欧:サンデフィヨルド 季節運航:ブルガス（2022年6月25日就航予定）    |

## ウクライナへの中継地として
ジェシュフ＝ヤションカ空港はウクライナとの国境からおよそ70キロの地点に位置している。そのため、2022年のロシアによるウクライナ侵攻において、ウクライナ向けの物資や武器の集積拠点となっており、トラックに積み替えてウクライナへ輸送されている。3月9日には、アメリカ合衆国が「予防的措置」として、パトリオット地対空ミサイルシステムを空港に展開させている。
また、物資のみならず、要人の訪問にも中継地として利用されている（鉄の外交も参照のこと）。以下の訪問において当空港が利用された。
- ウォロディミル・ゼレンスキーのアメリカ合衆国訪問（2022年12月）
- ジョー・バイデンのウクライナ訪問（2023年2月）
- ウォロディミル・ゼレンスキーのイギリス訪問（2023年2月）
- 岸田文雄のウクライナ訪問（2023年3月）
- ヴォロディミル・ゼレンスキーの第49回先進国首脳会議（広島・日本）出席（2023年5月）